# Auzers
Auzers ist eine französische Gemeinde mit 161 Einwohnern (Stand: 1. Januar 2022) im Département Cantal in der Region Auvergne-Rhône-Alpes. Sie gehört zum Kanton Riom-ès-Montagnes und zum Arrondissement Mauriac.
Nachbargemeinden sind Sauvat im Norden, Le Monteil im Nordosten, Trizac im Südosten, Moussages im Süden und Méallet im Westen.

## Bevölkerungsentwicklung
| Jahr                       | 1962 | 1968 | 1975 | 1982 | 1990 | 1999 | 2008 | 2015 |
| -------------------------- | ---- | ---- | ---- | ---- | ---- | ---- | ---- | ---- |
| Einwohner                  | 465  | 431  | 388  | 331  | 252  | 236  | 198  | 163  |
| Quellen: Cassini und INSEE |      |      |      |      |      |      |      |      |

## Sehenswürdigkeiten
- Schloss Auzers, Monument historique seit 1983

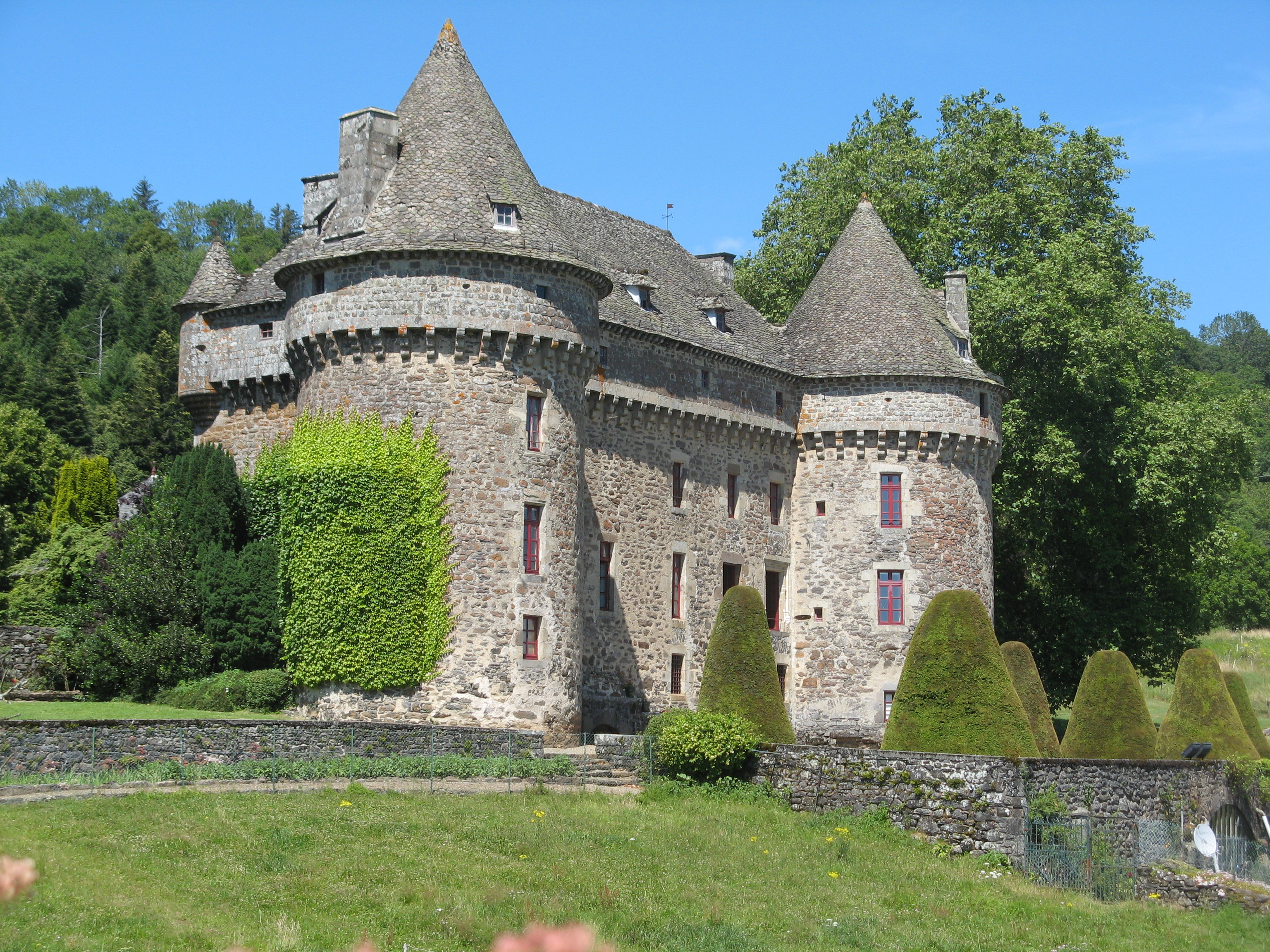
Schloss Auzers

Kirche Saint-Pierre

- Kirche Saint-Pierre